# ناتاسيا مالته
لين ناتاسيا مالته (بالإنجليزية: Linn Natassia Malthe)‏ وهي ممثلة وعارضة أزياء نرويجية ولدت في يوم 19 يناير 1974 في مدينة أوسلو عاصمة النرويج، وهي من أب نرويجي وأم ماليزية من كوتا كينابالو من إقليم صباح. شاركت في فيلم دي أو أي : ميت أو حي وغيره.

## أعمال
- دي أو أي : ميت أو حي
- ألفا

## روابط خارجية
- ناتاسيا مالته على موقع IMDb (الإنجليزية)
- ناتاسيا مالته على موقع ألو سيني (الفرنسية)
- ناتاسيا مالته على موقع أول موفي (الإنجليزية)
- ناتاسيا مالته على موقع قاعدة بيانات الأفلام السويدية (السويدية)
- ناتاسيا مالته على موقع قاعدة بيانات الفيلم (الإنجليزية)
- ناتاسيا مالته على موقع كينوبويسك (الروسية)
- ناتاسيا مالته على موقع دليل عارضات الأزياء (الإنجليزية)